# (6809) Sakuma
(6809) Sakuma – planetoida z pasa głównego asteroid okrążająca Słońce w ciągu 3 lat i 232 dni w średniej odległości 2,36 j.a. Została odkryta 20 lutego 1938 roku. Przed nadaniem nazwy planetoida nosiła oznaczenie tymczasowe (6809) 1938 DM1.